# Patrick en Taeko Crommelynck
Patrick en Taeko Crommelynck waren klassieke pianisten die van 1974 tot 1994 samen het internationaal bekende pianistenpaar Duo Crommelynck vormden.

## Biografie
Patrick Crommelynck werd geboren in 1945. Hij begon zijn muziekopleiding aan het Koninklijk Conservatorium te Brussel bij onder anderen Stefan Askenase. Hij bekwaamde zich verder bij Victor Merjanov te Moskou.
Taeko Crommelynck (geboortenaam Kuwata) werd geboren in 1947 te Hiroshima. Ze studeerde bij Kazuko Yasukawa te Tokio en nadien bij Bruno Seidlhofer te Wenen. Aan het Weense conservatorium ontmoette ze Patrick Crommelynck waar ze samen les kregen van Dieter Weber. Na hun huwelijk in 1974 vormden Patrick en Taeko het Duo Crommelynck.
Op 10 juli 1994 pleegden ze om onbekende redenen allebei zelfmoord in hun woning te Oudergem, bij Brussel.

## Repertoire
Het duo Crommelynck specialiseerde zich in de muziek voor piano vierhandig. Ze maakten vele succesrijke tournees in binnen- en buitenland. Hun cd-opnamen voor het Zwitserse muzieklabel Claves vielen herhaaldelijk in de prijzen. Vooral hun opnames van Dvořák en Schubert genoten veel bijval. De derde en laatste cd in hun Schubertintegrale verscheen postuum in 1994.
- Library of Congress Control Number: n83158684
- MusicBrainz: e490880f-12e6-413f-bfe3-5afefad2da6d
- Nationale Bibliotheek van Israël: 987007461636005171
- Virtual International Authority File: 121012689